# Liste von Fußballpokalwettbewerben im Jemen
Die Liste von Fußballpokalwettbewerben im Jemen beinhaltet Fußballpokalwettbewerbe im Jemen.

## Ali Muhsin al-Murisi Cup
| Jahr     | Sieger          | Ergebnis           | Finalist      |
| -------- | --------------- | ------------------ | ------------- |
| 1994     | Al-Minaa        |                    |               |
| 1995     | Al-Tilal SC     |                    |               |
| 1996     | Al-Wahda Aden   | 2:1                | Al-Tilal SC   |
| 1997     | Al-Tilal SC     |                    |               |
| 1998 – 1 | Al-Tilal SC     |                    |               |
| 1998 – 2 | Al-Hassan       |                    |               |
| 1999     | Al-Tilal SC     |                    |               |
| 2000     | Al-Wahda Aden   |                    |               |
| 2002     | Al-Tilal SC     |                    |               |
| 2003     | Al-Tilal SC     | 1:0                | Al-Saqr SC    |
| 2004     | Shamsan Aden    |                    |               |
| 2005     | Al-Tilal SC     |                    |               |
| 2006     | Al-Shula        |                    |               |
| 2007     | Al-Tilal SC     |                    |               |
| 2008     | Al-Shula        |                    |               |
| 2009     | Al-Wahda Aden   | :                  | Shamsan Aden  |
| 2010     | Al-Tilal SC     | :                  | Khanfan       |
| 2011     | Al-Wahda Aden   | :                  | Al-Nasr       |
| 2012     | Al-Tilal SC     | :                  | Al-Nasr       |
| 2013     | Al-Shula        | 6:1                | Shamsan Aden  |
| 2014     | Shamsan Aden    | 0:0 n. (5:4 i. E.) | Al-Tilal SC   |
| 2016     | Al-Wahda Aden   | 5:5 n. (5:4 i. E.) | Al-Shula      |
| 2017     | Al-Fahman Abyan | 2:0                | Al-Shula      |
| 2018     | Al-Wahda Aden   | 2:1                | Al-Shula      |
| 2019     | Al-Tadamon      | 0:0 n. (3:2 i. E.) | Al-Jalaa      |
| 2022     | Al-Wahda Aden   | 3:0                | Shamsan Aden  |
| 2023     | Al-Shula        | 1:1 n. (4:3 i. E.) | Al-Wahda Aden |
| 2024     | Al-Ahli         | 1:0                | Al-Shula      |

## President Cup
| Jahr    | Sieger               | Ergebnis              | Finalist               |
| ------- | -------------------- | --------------------- | ---------------------- |
| 1995/96 | Al-Ahli Hudaida      | 1:0                   | Al-Shaab (Hadramaut)   |
| 1998    | Al-Ittihad           | 1:0                   | Al-Shula               |
| 2000    | Al-Shaab Hadramaut   | 0:0 n. V. (5:4 i. E.) | Al-Shula               |
| 2001    | Al-Ahli (Sanaa)      | 2:1                   | Al-Tilal SC            |
| 2001/02 | Al-Shaab             | 4:0                   | Al-Tadamun             |
| 2002/03 | Al-Shaab             | 2:1                   | Al-Shaab Hadramaut     |
| 2003/04 | Al-Ahli (Sanaa)      | 2:0                   | Al-Shaab               |
| 2005    | Al-Hilal al-Sahili   | 3:1                   | Al-Rasheed SCC         |
| 2006    | Al-Shaab (Hadramaut) | 2:1                   | Al-Hilal (Hudaida)     |
| 2007    | Al-Tilal SC          | 1:0                   | Al-Hilal (Hudaida)     |
| 2008    | Al-Hilal al-Sahili   | 2:0                   | Al-Shaab (Hadramaut)   |
| 2009    | Al-Ahli (Sanaa)      | 0:0 n. V. (5:4 i. E.) | Al-Tilal SC            |
| 2010    | Al-Tilal SC          | 2:1                   | Al-Shabab (al-Bayda)   |
| 2012    | Al-Ahli (Taizz)      | 1:0                   | Al-Tali'aa Taizz       |
| 2014    | Al-Saqr SC           | 5:1                   | Al-Shabab (al-Mansoor) |
| 2017    | Al-Wahda Aden        | 1:0                   | Shamsan Aden           |

## Jemen Supercup
| Jahr | Sieger               | Ergebnis        | Finalist           |
| ---- | -------------------- | --------------- | ------------------ |
| 2007 | Al-Ahli (Sanaa)      | 1:1 (5:3 i. E.) | Al-Tilal SC        |
| 2008 | Al-Ahli (Sanaa)      | 2:2 (4:2 i. E.) | Al-Hilal (Hudaida) |
| 2009 | Al-Ahli (Sanaa)      | 3:0             | Al-Tilal SC        |
| 2010 | Al-Saqr SC           | 2:1             | Al-Tilal SC        |
| 2011 | al-Oruba (Zabid)     | 1:0             | Al-Tilal SC        |
| 2012 | Al-Shaab             | 1:1 (4:3 i. E.) | Al-Ahli (Taizz)    |
| 2013 | Al-Shaab (Hadramaut) | 0:0 (4:1 i. E.) | Al-Yarmuk al-Rawda |
| 2014 | Al-Ahli (Sanaa)      | 2:1             | Al-Saqr SC         |

## Naseem Cup
| Jahr    | Sieger      | Ergebnis        | Finalist        |
| ------- | ----------- | --------------- | --------------- |
| 2000    | Al-Tilal SC | 2:2 (3:2 i. E.) | Al-Wahda Sanaa  |
| 2002/03 | Al-Tilal SC | 2:0             | Al-Ahli (Sanaa) |

## September 26 Cup
| Jahr | Sieger             | Ergebnis | Finalist       |
| ---- | ------------------ | -------- | -------------- |
| 2002 | Al-Shaab           | 3:1      | Al-Wahda Sanaa |
| 2003 | Al-Hilal al-Sahili | 2:0      | Al-Shaab       |

## Unity Cup (May 22 Cup)
| Jahr    | Sieger               | Ergebnis        | Finalist             |
| ------- | -------------------- | --------------- | -------------------- |
| 1997/98 | Al-Wahda Sanaa       | 2:1             | Al-Shula             |
| 1999    | Al-Tilal SC          | 1:1 (5:3 i. E.) | Al-Ahli (Sanaa)      |
| 2004    | Al-Ahli (Sanaa)      | 5:1             | Al-Tilal SC          |
| 2007    | May 22 San'a         | 1:0             | Al-Saqr SC           |
| 2008    | Al-Saqr SC           | 1:1 (7:6 i. E.) | Al-Hilal (Hudaida)   |
| 2009    | Al-Shaab (Hadramaut) | 1:1 (4:2 i. E.) | Al-Wahda Sanaa       |
| 2010    | Al-Saqr SC           | 1:0             | Al-Shabab (al-Bayda) |
| 2017    | Al-Wahda Sanaa       | 0:0 (3:1 i. E.) | Al-Ahli (Sanaa)      |

## Amana Cup
| Jahr | Sieger       |
| ---- | ------------ |
| 2003 | May 22 San'a |

## Esteghlal Cup
| Jahr | Sieger          | Ergebnis        | Finalist       |
| ---- | --------------- | --------------- | -------------- |
| 2006 | Al-Ahli (Sanaa) | 0:0 (4:2 i. E.) | Hassan (Abyan) |
| 2007 | Mueen           | 1:1 (4:2 i. E.) | Al-Shula       |
| 2008 | Al-Shaab        | 3:1             | Al-Ain (Jemen) |

## Aden (South Yemen) Cup
| Jahr | Sieger           | Ergebnis  | Finalist      |
| ---- | ---------------- | --------- | ------------- |
| 1961 | Kati Sports Club | 1:0 n. V. | Shabab Tawahi |

## North Yemen – Cup of the Republic
| Jahr    | Sieger           |
| ------- | ---------------- |
| 1977/78 | Al-Wahda Sanaa   |
| 1978/79 | Al-Zuhra         |
| 1979/80 | Al-Ahli (Sanaa)  |
| 1980/81 | Al-Shaab (Sanaa) |
| 1981/82 | Al-Ahli (Sanaa)  |
| 1982/83 | Al-Ahli (Sanaa)  |
| 1983/84 | Al-Ahli (Sanaa)  |

## South Yemen – Cup
| Jahr    | Sieger        | Ergebnis | Finalist   |
| ------- | ------------- | -------- | ---------- |
| 1983/84 | Al-Wahda Aden | 3:2      | Al-Mukalla |